# Дитрих Юрґенсон
Дитрих Юрґенсон (нім. Dietrich Heinrich Jürgenson; 1804–1841) — естонський филолог та літературознавець.

## Біографія
Народився 24 липня 1804 року в волості Вазалема Естляндської губернії в сім'ї (імовірно кріпака) шевця Карла Юргенсона (?-1840), який пізніше став керуючим маєтку Васалемма, а потім став мірошником в Алавайну, а в останні роки займався торгівлею у губернській столиці. Мати Дитриха Юрґенсона — Магдалена Фальк, була донькою Йоганна Фалька із середнього стану.
Середню освіту здобув у Ревельській гімназії. У 1823—1826 роках — студент богословського факультету Дерптського університету. Одночасно із заняттями в університеті, він давав уроки у місцевій недільній школі.
У 1826 році обійняв посаду інспектора Дерптської вчительської семінарії; 17 листопада 1837 року він був також призначений лектором естонської мови в Дрептському університеті і обіймав обидві посади до самої смерті. Помер 10 серпня 1841 року.
У " Verhandlungen " Естонському науковому товаристві (одним із засновників якого він був) він надрукував коротку історію естонської літератури.
З 3 липня 1831 року був одружений зі своєю колишньою ученицею з Туулни (волость Кейла) Вільгельміне фон Рехекампф (Wilhelmina von Rehekampff ; нар. 21 травня 1814 року), яка походила з давньої аристократичної родини балтійських німців.